# Biodiversity Heritage Library
La Biodiversity Heritage Library (BHL) es un consorcio de bibliotecas de los museos de historia natural, de bibliotecas botánicas e instituciones de investigación del Reino Unido y los Estados Unidos, que nació en 2005, con el fin de digitalizar y hacer accesible la literatura sobre el patrimonio de la biodiversidad disponible en sus colecciones y para lograr el acceso abierto y el uso responsable como parte de un fondo mundial de "bienes comunes de la biodiversidad".

## Historia
En mayo de 2005, representantes de algunas de las más importantes bibliotecas de historia natural y botánicas se reunieron en el Museo Nacional de Historia Natural de los Estados Unidos, gestionado por la Smithsonian Institution, en Washington D. C.. El principal objetivo fue el de desarrollar una estrategia y un plan operativo para comenzar a digitalizar toda la literatura sobre la biodiversidad disponible en estas instituciones y hacerla accesible al público, tal como señalaban las recomendaciones de algunos científicos destacados al respecto.
Dos años más tarde, los directores de las bibliotecas del Museo Nacional de Historia Natural, las bibliotecas botánicas de la Universidad de Harvard, la Biblioteca del Museo de Anatomía Comparada Ernst Mayr, el Missouri Botanical Garden, el Museo de Historia Natural de Londres, el Jardín botánico de Nueva York, el Royal Botanic Gardens of Kew, el Field Museum of Natural History, la Biblioteca de la Marine Biological Laboratory/Woods Hole Oceanographic Institution y las bibliotecas de la Smithsonian Institution se pusieron de acuerdo para crear la Biodiversity Heritage Library (BHL). La Smithsonian Institution se convirtió en la sede y su primer director fue Thomas Garnett.
Las bibliotecas de los diez miembros de la BHL disponían de 2 millones de volúmenes de publicaciones sobre biodiversidad recolectados durante más de 200 años, una parte muy importante de los conocimientos publicados sobre la diversidad biológica en todo el mundo.
A fecha de 2011, la Biodiversity Heritage Library (BHL) se había convertido ya en un gran archivo digital de la literatura del patrimonio biológico, comprendiendo más de 31 millones de páginas escaneadas de libros, monografías y revistas sobre estas disciplinas.
En 2010, la BHL recibió la medalla John Thackray de la Society for the History of Natural History.